# Carlos Alberto Gamarra Pavón
Carlos Alberto Gamarra (17 de febrer de 1971, Ypacaraí, Paraguai) és un ex futbolista paraguaià que jugava de defensa central. Ha estat capità de la Selecció de Paraguai i és fins a la data el jugador amb més partits disputats en la història de l'equip, amb 110 presències. A més va marcar 12 gols per al seu país.

## Trajectòria
Gamarra va començar la seva carrera esportiva en el Cerro Porteño del seu país el 1991, amb qui va guanyar el campionat nacional de Paraguai el 1992. Va fitxar pel Independiente de l'Argentina en la temporada 1992-1993, però va estar poc temps fins que va tornar al Cerro Porteño. El seu primer partit internacional va ser davant la Selecció nacional de Bolívia el 27 de març de 1993, un partit que va perdre Paraguai 2:1.
Va estar en el Cerro Porteño fins a 1995. Eixe any, Gamarra va entrar a formar part de l'Internacional de Brasil, on el seu renom va augmentar. Com a conseqüència del seu alt nivell mostrat en l'equip gaúcho com així també en el seleccionat nacional va ser distingit com Futbolista paraguaià de l'any el 1997 (primera edició del premi) i de nou el 1998, ambdós guardons atorgats pel periòdic paraguaià ABC Color.
Més tard va fitxar pel SL Benfica portugueś en la temporada 1997-1998, abans de tornar al Brasil, aquesta vegada al SC Corinthians. Gamarra va fer el seu primera gran aparició en el futbol internacional durant la participació de Paraguai en el Mundial de França 1998, en la segona ronda on Paraguai va ser eliminada per França (que resultarien guanyadors finalment). Gamarra va jugar en els quatre partits de Paraguai, en els quals no va realitzar una sola falta en cap dels seus partits. La FIFA el va triar com a part de l'equip All-Star de la Copa Mundial de Futbol.
Després d'acabar la temporada 1999 amb el Corinthians brasiler, va marxar a la lliga espanyola, fitxant per l'Atlètic de Madrid. El conjunt matalasser va descendir el 2000, i Gamarra va tornar breument al Brasil, aquesta vegada per a jugar en el CR Flamengo. La temporada 2001-2002 va tenir més èxit per a Gamarra, jugant a l'AEK Atenes de Grècia, disputant 24 partits de lliga i guanyant la copa grega.
En el Mundial de Corea i Japó 2002 Paraguai va tornar a caure en la segona ronda. Gamarra va jugar tots els minuts disputats per la seva selecció, i de nou va completar la seva participació sense fer cap falta. Després de dit Mundial va fitxar per l'Inter de Milà de la Serie A italiana per a jugar la temporada 2002-2003. En la pretemporada va marcar el gol que donaria la victòria al seu equip davant l'AS Roma en la Copa Pirelli. L'Inter va acabar la temporada com subcampió de la lliga i Gamarra va disputar 14 partits. La seva següent temporada en el club va tenir menys èxit i l'Inter va acabar quart en la lliga, jugant Gamarra 10 partits.
Va romandre a l'Inter en la temporada 2004-2005, però després de passar-se gairebé tota la temporada en la banqueta va fitxar pel Palmeiras del Brasil el juliol de 2005. Disputa el Mundial de Futbol d'Alemanya, capitanejant la selecció paraguaiana, la qual va quedar eliminada en primera ronda.
Gamarra va anunciar el seu retir del futbol professional després de la culminació de la participació mundialista. Gamarra va capitanejar l'equip de Paraguai al torneig de futbol als Jocs Olímpics d'Atenes, assolint la medalla de plata després de perdre 1:0 davant l'Argentina en la final. Després va jugar al Brasil i més tard en el Club Olimpia, on va finalitzar la seva carrera com futbolista.

## Títols
Paraguai
- Medalla d'argent: Jocs Olímpics 2004

Cerro Porteño
- Lliga paraguaiana de futbol: 1990, 1992

Internacional
- Campionat gaúcho: 1997

Corinthians
- Campeonato Brasileiro: 1998
- Campionat paulista: 1999

Flamengo
- Campionat carioca: 2001
- Copa dos Campeões: 2001

AEK Atenes FC
- Copa de Grècia: 2002

Inter de Milà
- Coppa Italia: 2005
- 1998 Millor defensa de la CONMEBOL
- futbolista paraguaià de l'any: 1997, 1998